# Tauriel
Tauriel est un personnage de fiction apparaissant dans la saga cinématographique de fantasy Le Hobbit de Peter Jackson, adaptation du roman éponyme de l'écrivain britannique J. R. R. Tolkien. Ce personnage n'existe pas dans le livre original de Tolkien. Peter Jackson a décidé d'incorporer un personnage féminin dans le deuxième volet de la trilogie cinématographique. Ce changement a engendré une polémique parmi les fans du roman. Peter Jackson a lui-même par la suite reconnu avoir pris cette décision « dépourvue de sentiments » afin que des jeunes filles de 8 à 10 ans puissent s'identifier à l'un des personnages de l'histoire.
Tauriel est une elfe sylvestre de la Forêt Noire, capitaine de la garde du roi Thranduil. L'actrice Evangeline Lilly interprète le personnage dans les films Le Hobbit : La Désolation de Smaug (2013) et Le Hobbit : La Bataille des Cinq Armées (2014)

## Histoire
Tauriel est une elfe sylvestre de la Forêt Noire. Depuis la mort de ses parents, tués par des orques, elle est élevée à la cour du roi Thranduil qui la considère comme sa fille. Legolas, le fils du roi, a beaucoup d'affection pour elle, voire des sentiments amoureux alors qu'elle l'estime comme son frère. Elle est une excellente combattante que ce soit avec un arc et des flèches ou ses deux dagues. Malgré sa jeunesse, ses talents lui permettent d'être nommée à la position importante de capitaine de la garde du roi. L'elfe a environ six cents ans lorsqu'elle fait la rencontre de la troupe menée par Thorin, et de Kíli, un nain avec qui elle se lie d'amitié. Celui-ci est à peine plus qu'un enfant dans le référentiel elfique,.
En opposition à son côté femme combattante ayant de hautes responsabilités, Tauriel est passionnée, espiègle, aventureuse et légèrement rebelle. Elle ne considère pas les nains comme des ennemis. Au contraire de ses compatriotes qui restent cloîtrés et protégés dans leur forteresse, la jeune elfe préfère parcourir les étendues sauvages, affronter les ennemis et le mal qui menace son royaume.
Après son escapade du royaume des elfes, la jeune elfe est bannie de son clan pour s'être enfuie et avoir désobéi au roi Thranduil.
Kili, par amour pour elle, lui propose de l'accompagner et de rester avec lui en Erebor mais Tauriel refuse ne sachant comment agir.
Legolas, ne voulant pas l'abandonner, part avec elle au mont Gundabad où est parti se réfugier Bolg, le fils d'Azog, et ils découvrent une gigantesque armée de Gobelins et de chauves-souris. Les deux elfes partent alors de nouveau vers Erebor afin de prévenir ceux qui se trouvent aux portes de la Montagne Solitaire.
Une fois arrivés, ils sont forcés de constater que le chaos règne et Tauriel se positionne aux portes de Dale en voulant empêcher Thranduil de quitter le champ de bataille (Thranduil est effrayé de voir tant de cadavres d'elfes gisant au sol). L'arc bandé, elle prononce: "il n'y a pas d'amour en vous" ce qui lui fait l'effet d'un coup de poignard dans le cœur.
Le roi des elfes sous l'emprise d'une colère sourde brise son arc mais Legolas s'interpose afin de l'empêcher de la tuer. 
Les deux capitaines elfes partent rejoindre Bilbo, et les nains Thorin, Dwalin, Fili et Kili. Ils y mènent un combat acharné contre Azog, Bolg, des troupes gobelins et orques. S'engage une féroce bataille dans laquelle Fili est tué, puis Kili, sous les yeux de Tauriel impuissante devant le nombre des ennemis et des personnes menacées de toute part, alors profitant de sa faiblesse momentanée, Bolg lui plante le revers de sa lame dans le torse.
Legolas sauve Tauriel et tue Bolg tandis que Thorin et Azog s'entretuent.
Thranduil découvre Tauriel serrant le cadavre de Kili dans ses bras et le cœur serré par le chagrin et les remords (en effet, ce dernier a lui aussi perdu l'être qui lui était cher jadis), il rentre avec sa fille adoptive au royaume des elfes tandis que Legolas part à la rencontre de son destin auprès d'Aragorn.
Nul ne sait ce qu'il est devenu de l'elfe sylvestre depuis ces jours même si l'on peut supposer qu'elle a vécu encore longtemps après le quatrième âge, heureuse.

## Conception
Peter Jackson et Fran Walsh décident de créer le personnage de Tauriel pour ajouter une touche féminine qui manque au récit d'origine,. Elle donne lieu à un triangle amoureux entre l'elfe Legolas et le nain Kili. De plus selon Peter Jackson, Tauriel « crée du conflit » chez les elfes.
Dans une interview pour 20 minutes, Peter Jackson justifie cet ajout « Il était bon de féminiser un peu l’action car de nombreuses femmes apprécient ces films. Il semblait aussi une bonne idée de donner aux adolescentes un personnage auquel s’identifier. Sur la fin de sa vie, Tolkien lui-même reconnaissait que ses livres manquaient de filles. ». Cependant, aucune citation de Tolkien ne permet de corroborer l'assertion de Peter Jackson.

## Casting

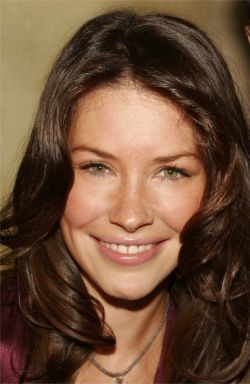
Evangeline Lilly, interprète de Tauriel dans les films de Peter Jackson.

Peter Jackson annonce cet ajout au casting pour la première fois sur sa page Facebook. La comédienne Evangeline Lilly, connue pour son interprétation de Kate Austen dans la série télévisée Lost : Les Disparus, est choisie pour incarner Tauriel. Elle explique dans plusieurs interviews que pour parfaire son interprétation, elle a suivi diverses formations : maniement des armes, cascade et linguistique. Concernant les armes, Tauriel manie deux dagues, un arc et des flèches,. Le tournage est éprouvant physiquement pour l'actrice parce qu'elle a accouché peu de temps avant et allaite son enfant.

## Critique et analyse
Lors d'une conférence de presse, la comédienne Evangeline Lilly donne son point de vue sur l'insertion du personnage de Tauriel : « Mettre dans les salles neuf heures de divertissement et ne pas avoir un seul personnage féminin, cela reviendrait à dire aux jeunes filles qui iront voir les films qu'elles ne comptent pas, qu'elles ne sont pas importantes et qu'elles ne peuvent pas jouer un rôle central dans l'histoire. » et elle ajoute « Je pense qu'il est temps que l'on arrête de faire des histoires où l'on ne s'intéresse qu'aux hommes, et notamment à des hommes héroïques, et je suis ravie que (Peter Jackson) ait fait de Tauriel une héroïne. »,.
Orlando Bloom, l'interprète de Legolas, s'exprime sur le personnage de Tauriel dans une interview pour SciFiNow. Il explique que « Tauriel est un peu novice, pour une elfe. Elle est têtue, un peu irascible et elle fait ce qu'elle veut. Je pense que d'une certaine façon, Legolas trouve cela à la fois surprenant, intéressant et ennuyeux. ».
Ce changement par rapport au roman d'origine a entrainé de vives réactions parmi les puristes de Tolkien qui reprochent évidemment au personnage de ne pas être dans l’œuvre d'origine,. Dans un article du magazine Les Inrockuptibles, Théo Ribeton considère qu'une intrigue d'amour entre un elfe et un nain est une « hérésie absolue pour les tolkienophiles », de même que l'apparition de Legolas. Les passionnés de l'écrivain britannique considèrent que le personnage avec son costume vert et ses cheveux rouquins ressemble à « une version domestiquée de la Rebelle de Disney » ou à « miss Robin des bois ».
Dans son article pour Première, Yérim Sar fait un parallèle entre le triangle amoureux Tauriel-Legolas-Kíli et celui de Kate-Jack-Sawyer dans la série télévisée Lost. Dans les deux, le personnage interprété par Evangeline Lilly est « tiraillé entre un idéal inaccessible (Jack/Legolas) et un amour sans avenir avec un bad boy charmeur (Sawyer/Kíli) ». Margaret Alwan, qui travaille pour Le Figaro, note que même si la performance de l'actrice Evangeline Lilly est bonne, l'intégration de ce personnage est peu convaincante et les scénaristes en ont trop fait avec le triangle amoureux. Dans son analyse du film pour Le Monde, Noémie Luciani pense que le rajout des elfes est peu justifiable, « le fade Legolas en tête, suivi de près par une Tauriel au cœur d'artichaut décourageante. ». À l'inverse dans le magazine Gala, le critique Jean-Christian Hay estime que le personnage apporte « une dimension romanesque et un peu d’amour à un univers originel qui en est presque totalement dépourvu. ». Dans Le Point, Phalène de La Valette trouve le personnage de Tauriel intéressant et estime qu'il ne faut pas toujours suivre à la lettre le roman.

## Produits dérivés
Les personnages du film ont été adaptés en mini-figurines articulées Lego. Les elfes Tauriel et Legolas ainsi que les nains Fíli et Kíli font partie de l'ensemble n°79001 intitulé Escape from Mirkwood Spiders. Le personnage de Tauriel apparaît dans le jeu vidéo Lego The Hobbit. Weta Workshop a produit en édition limitée une statue du personnage à l'échelle 1/6.